# Chișinău (bere)

Logo

Chișinău este o marcă de bere din Republica Moldova, produsă la fabrica Efes Vitanta Moldova Brewery, deținută de compania turcă de bere Efes Beverage Group. Producția de bere sub această marcă a început în Chișinău în anul 1873.

## Produse
- Chișinău — bere clasică. Conținutul de alcool: 4,5%, densitatea 11%.
- Chișinău Draft — bere clasică. Conținutul de alcool: 5,0%, densitatea 12%.
- Chișinău Specială Tare — bere tare. Conținutul de alcool: 7,0%, densitatea 16%.
- Chișinău fără alcool — bere blondă fără alcool.
- Chișinău Ultra — bere blondă de tip mild. Conținutul de alcool: 4,5%,

## Legături externe
- Site oficial